# پل لوی (ریاضیدان)
پُل پیر لِوی (15 سپتامبر 1886 - 15 دسامبر 1971) ریاضی‌دان فرانسوی بود که به ویژه در نظریه احتمال فعال بود و مفاهیم بنیادی مانند زمان محلی، توزیع‌های پایدار و توابع مشخص را معرفی می‌کرد. فرایندهای لوی، پرواز لوی، اندازه‌گیری لوی، ثابت لوی از توزیع لوی از ناحیه لوی، در قانون آرکسینوس لوی، و برخال منحنی C لوی بعد از او نام برد.

## زندگی‌نامه
لوی در پاریس در خانواده‌ای یهودی متولد شد که قبلاً چندین ریاضیدان را در خود جای داده بود. پدرش لوسین لوی یک مأمور تحقیق در دانشگاه پلی‌تکنیک بود. لوی در دانشگاه پلی‌تکنیک حضور یافت و اولین مقاله خود را در سال ۱۹۰۵، در نوزده سالگی، در حالی که هنوز در مقطع لیسانس بود ، منتشر کرد و در آن قضیه لوی-اشتاینیتس را معرفی کرد. استاد و مشاور او ژاک آدامار بود. پس از فارغ‌التحصیلی، او یک سال را در خدمت سربازی گذراند و سپس به مدت سه سال در دانشگاه مین تحصیل کرد، و در آنجا در سال ۱۹۱۳ استاد شد.
دخترش ماری هلن شوارتز و دامادش لوران شوارتز نیز ریاضیدانان برجسته‌ای بودند.

## آثار
- ۱۹۲۲ - درس‌های آنالیز تابعی
- ۱۹۲۵ - حساب احتمالی
- ۱۹۳۷ - نظریه جمع متغیرهای تصادفی
- ۱۹۴۸ - فرایندهای تصادفی و حرکت براونی
- ۱۹۵۴ - حرکت براونی